# Spaniens regering
Spaniens regering är Spaniens högsta verkställande myndighet och består av kollektivet av samtliga ministrar under ledning av premiärministern. Regeringen är ansvarig inför Spaniens parlament, Cortes Generales. Spaniens tillträdande regering kommer att ledas av Pedro Sánchez (PSOE), som tillträdde efter misstroendevotum mot den sittande premiärministern Mariano Rajoy försommaren 2018.

## Spanska regeringar

### Regeringen Rajoy 2011–2018
Premiärministern (egentligen regeringspresidenten) Mariano Rajoy tillträdde den 21 december 2011 efter att nyval hade utlysts i förtid. Den nya regeringen tillträdde den 22 december 2011. Den efterträdde regeringen Zapatero (2004–2011).
Följande 13 ministrar ingick vid starten:
| Befattning | Namn                       |
| --- | -------------------------- |
| Presidente del Gobierno (Regeringschef)                                                                                    | Mariano Rajoy              |
| Vicepresidenta del Gobierno y ministra de la Presidencia (Biträdande regeringschef och minister i regeringschefens kansli) | Soraya Sáenz de Santamaría |
| Ministro de Asuntos Exteriores y Cooperación (Utrikesminister)                                                             | Alfonso Dastis             |
| Ministro de Justicia (Justitieminister)                                                                                    | Rafael Catalá              |
| Ministra de Defensa (Försvarsminister)                                                                                     | María Dolores de Cospedal  |
| Ministro de Hacienda y Administraciones Públicas (Finansminister)                                                          | Cristóbal Montoro          |
| Ministro del Interior (Inrikesminister)                                                                                    | Juan Ignacio Zoido         |
| Ministra de Fomento (Infrastrukturminister)                                                                                | Íñigo de la Serna          |
| Ministro de Educación, Cultura y Deporte (Utbildnings- och kulturminister)                                                 | Íñigo Méndez de Vigo       |
| Ministra de Empleo y Seguridad Social (Arbetsmarknads- och socialförsäkringsminister)                                      | Fátima Báñez               |
| Ministro de Industria, Energía y Turismo (Närings-, energi- och turistminister)                                            | Álvaro Nadal               |
| Ministra de Agricultura, Alimentación y Medio Ambiente (Jordbruks- och miljöminister)                                      | Isabel García Tejerina     |
| Ministro de Economía y Competividad (Ekonomiminister)                                                                      | Luis de Guindos            |
| Ministra de Sanidad, Servicios Sociales e Igualdad (Socialminister)                                                        | Dolors Montserrat          |

### Regeringen Sánchez, 2018–
Pedro Sánchez tillträdande regering består av politiker från PSOE och Unidas Podemos (sedan januari 2020).